# Deleaster trimaculatus
Deleaster trimaculatus är en skalbaggsart som beskrevs av Henry Clinton Fall 1910. Deleaster trimaculatus ingår i släktet Deleaster och familjen kortvingar. Inga underarter finns listade i Catalogue of Life.